# 남사보 지역

남사보 지역의 문장

남사보 지역의 위치

남사보 지역(핀란드어: Etelä-Savo, 스웨덴어: Södra Savolax)은 핀란드를 구성하는 지역 가운데 하나로, 중심 도시는 미켈리이며 면적은 14,136km2, 인구는 163,276명이다. 북사보 지역, 북카리알라 지역, 남카리알라 지역, 페이예트헤메 지역, 중앙수오미 지역과 접하며 17개 지방 자치체를 관할한다.